# 오스트레일리아 하원
오스트레일리아 하원(영어: Australian House of Representatives)은 오스트레일리아 상원과 함께 오스트레일리아 의회를 구성하고 있다.

## 같이 보기
- 2022년 오스트레일리아 의회 선거